# ENTERMAX
ENTERMAX（エンタマックス）は、TOKYO FMで放送されていたラジオ番組である。毎回様々なゲストを招き音楽に関する内容を放送するほか、テーマを定めリスナーの意見を募集していた。ラテ欄では「エンタマ」と略されることが多かった。
パーソナリティの坂上みきはこの番組を最後に、『FMソフィア』開始の1990年以来16年間担当を続けてきたTOKYO FMのレギュラー番組から一旦退くこととなった（2020年10月にスタートした『The Legendary』で、坂上は12年半ぶりにレギュラー番組を担当することになった）。

## 放送時間
- 2006年4月 - 2007年3月 毎週月曜日 - 木曜日 15:00 - 17:55

『metro pop』が13時スタートの2時間枠となったため、日中帯のワイド番組の放送時間を繰り下げた。
- 2007年4月 - 2008年3月 毎週月曜日 - 木曜日 14:00 - 17:00

再びワイド番組の時間配分が見直され、『metro pop』の枠が分割され前半を『A'll that RADIO』へ渡し、後半は当番組枠がそのまま繰り上がった。

### 主なコーナー
- 14:20 STYLE QUALITY 《東京ガス》
本当におすすめのエンターテイメントをセレクトする。各曜日ごとにテーマが違う。
  1. 月曜:LIFE
  2. 火曜:MOVIE&STAGE
  3. 水曜:BOOKS&COMICS
  4. 木曜:FASHION&BEAUTY
- 14:50 TOKYO FM トラフィックリポート
- 14:55 Eternity（カマサミ・コング）
- 15:00
  1. エンタブロイド: 海外セレブたちの超最新ゴシップ情報などをチェック。（2007年9月までは16時台）
  2. エンタマニア: 番組オススメ・エンタメを紹介。
- 15:20 TEPCO RANKIN'MASTER 《東京電力》
最新のエンタメランキングからヒットの秘密を探る。
  1. 月曜:総合アルバムチャートランキング
  2. 火曜:music.jp着うたランキング
  3. 水曜:映画動員数ランキング
  4. 木曜:気になるランキングを週変わりで
- 15:35 ぴあチケットフリークス!《松本歯科大学》
気になるエンタメチケット情報をチェック
- 15:57 TOKYO FM トラフィックリポート《そんぽ24損害保険》（月・水曜）
- 16:00 バイブル（2007年10月 - ）
最新ニュースをチェックした後は、最新気になる話題を柴田幸子、戸澤愛、今井広海各アナウンサーのうち1人が向かう。なお、2008年3月27日の緊急地震速報情報の時は古賀涼子アナウンサーが出演した。
- 16:22 TOKYO FM トラフィックリポート
- 16:25 HIT MAKER
毎日、ゲストが登場する。
- 16:50 TOKYO UPDATE
- 16:52 TOKYO FM トラフィックリポート《呉工業》
  - 次番組「WONDERFUL WORLD」のDJ（茂木淳一・小山ジャネット愛子）とのクロストーク。

## ピンチヒッター
- マリエ 2007年9月18日
- ちはる 2007年9月19日